# Pierścień przemienny
Pierścień przemienny (rzad. komutatywny) – pierścień, w którym mnożenie jest przemienne („komutatywne”), czyli którego wszystkie elementy ze sobą komutują, tj. dla dowolnych elementów {\displaystyle a,b} danego pierścienia {\displaystyle R} zachodzi {\displaystyle a\cdot b=b\cdot a.}
Badaniem pierścieni przemiennych zajmuje się algebra przemienna. Często zakłada się dodatkowo istnienie w takim pierścieniu elementu neutralnego mnożenia (zob. pierścień z jedynką).

## Przykłady
- Prototypowym przykładem pierścienia przemiennego (z jedynką) jest pierścień liczb całkowitych wraz z naturalnymi działaniami dodawania i mnożenia.
- Dowolne ciało, jak np. ciała liczb wymiernych, rzeczywistych i zespolonych, jest pierścieniem przemiennym.
- Zbiór wszystkich rzeczywistych macierzy kwadratowych stopnia {\displaystyle 2} z działaniami dodawania i mnożenia macierzy tworzy pierścień, który nie jest przemienny, przykładowo:

{\displaystyle {\begin{bmatrix}1&1\\0&1\end{bmatrix}}\cdot {\begin{bmatrix}1&1\\1&0\end{bmatrix}}={\begin{bmatrix}2&1\\1&0\end{bmatrix}}\neq {\begin{bmatrix}1&2\\1&1\end{bmatrix}}={\begin{bmatrix}1&1\\1&0\end{bmatrix}}\cdot {\begin{bmatrix}1&1\\0&1\end{bmatrix}}.}
- Pierścienie klas reszt modulo {\displaystyle n} są przemienne dla dowolnego {\displaystyle n\in \mathbb {N} .}
- Jeżeli {\displaystyle R} jest pierścieniem przemiennym, to zbiór wszystkich wielomianów zmiennej {\displaystyle X} o współczynnikach z {\displaystyle R} wraz z naturalnymi działaniami dodawania i mnożenia wielomianów tworzy pierścień wielomianów {\displaystyle R[X],} który również jest przemienny.
- Zbiór wszystkich liczb postaci {\displaystyle a+b{\sqrt {5}},} gdzie {\displaystyle a} i {\displaystyle b} są dowolnymi liczbami całkowitymi.
- Twierdzenie Wedderburna[2]: każdy skończony pierścień z dzieleniem (tj. taki, w którym każdy niezerowy element jest odwracalny), jest przemienny (a więc jest ciałem).